# Marzilibahn
| Bahn bei Ausweichstelle (2010) |                     |                                      |             |
| Fahrplanfeld: | 2350 (früher: 1350) |                                      |             |
| Streckenlänge: | 0.105 km            |                                      |             |
| Spurweite: | 800 mm (Schmalspur) |                                      |             |
| Streckengeschwindigkeit: | 3 m/s, 10,8 km/h    |                                      |             |
| |                     |                                      |             |
| \| \| 0 \| Bern Marzili (Marziliquartier) \| 508 m ü. M. \| \| \| \| Ausweichstelle \| \| \| \| 0,105 \| Bern (Marzilibahn) (Berner Altstadt) \| 540 m ü. M. \| |                     |                                      |             |
| Kopfbahnhof Streckenanfang | 0                   | Bern Marzili (Marziliquartier)       | 508 m ü. M. |
| |                     | Ausweichstelle                       |             |
| Kopfbahnhof Streckenende | 0,105               | Bern (Marzilibahn) (Berner Altstadt) | 540 m ü. M. |

Die Drahtseilbahn Marzili-Stadt Bern (DMB), kurz Marzilibahn, ist eine Standseilbahn in der Schweiz. Sie verbindet das an der Aare gelegene Marziliquartier mit der höhergelegenen Altstadt, dem Kern von Bern. Die Talstation befindet sich an der Weihergasse, die Bergstation auf der Bundesterrasse zwischen dem Bundeshaus und dem Bernerhof.

## Geschichte

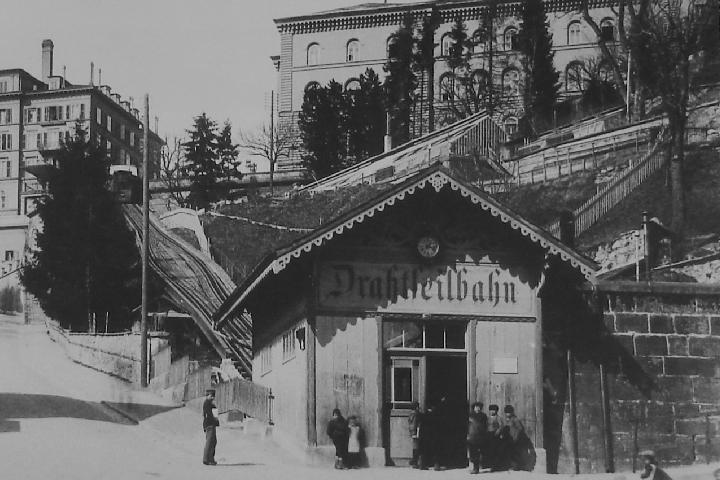
Drahtseilbahn, Talstation, (ca. 1900)

Die Bahn wurde von der Bernischen Baugesellschaft für Spezialbahnen, Pümpin, Herzog & Cie. gebaut und am 18. Juli 1885 in Betrieb genommen. Die Bauarbeiten begannen am 15. März und dauerten somit lediglich vier Monate. Bereits in ihrem ersten Betriebsjahr beförderte die Marzilibahn gegen 100'000 Personen. Von 1885 bis 1973 war sie eine Wasserballastbahn, ein Tank an der Bergstation wurde mit Wasser aus dem Stadtbach sowie gefüllt, woraufhin die schwerere obere Kabine beim Hinabgleiten die untere Kabine mitsamt den Passagieren den Hang hinaufzog. Auch das Abwasser aus dem Ententeich der kleinen Schanze wurde als Ballast verwendet.
1914 wurde die Anlage für die Landesausstellung überholt. Dabei beschaffte man neue Wagen, die zunächst 18 Personen und später aufgrund eines Zusatzwassertanks sogar 30 Personen fassten. 1944 erfolgte die Erneuerung der Talstation, fünf Jahre später die Überdachung der Bergstation. 1973/74 wurde die Bahn komplett erneuert, seither wird sie elektrisch betrieben. Einer der alten braunen Wasserballast-Holzwagen wurde unweit der Talstation, ein anderer im Verkehrshaus der Schweiz aufgestellt.
Die Höhendifferenz der Bahn beträgt 32 Meter bei einer Streckenlänge von 104,8 Metern. Sie ist nach der Standseilbahn Zagreb mit einer Strecke von 66 Meter die zweitkürzeste öffentliche Standseilbahn in Europa. Die maximale Geschwindigkeit beträgt 3 m/s. Eine Fahrt dauert rund eine Minute.

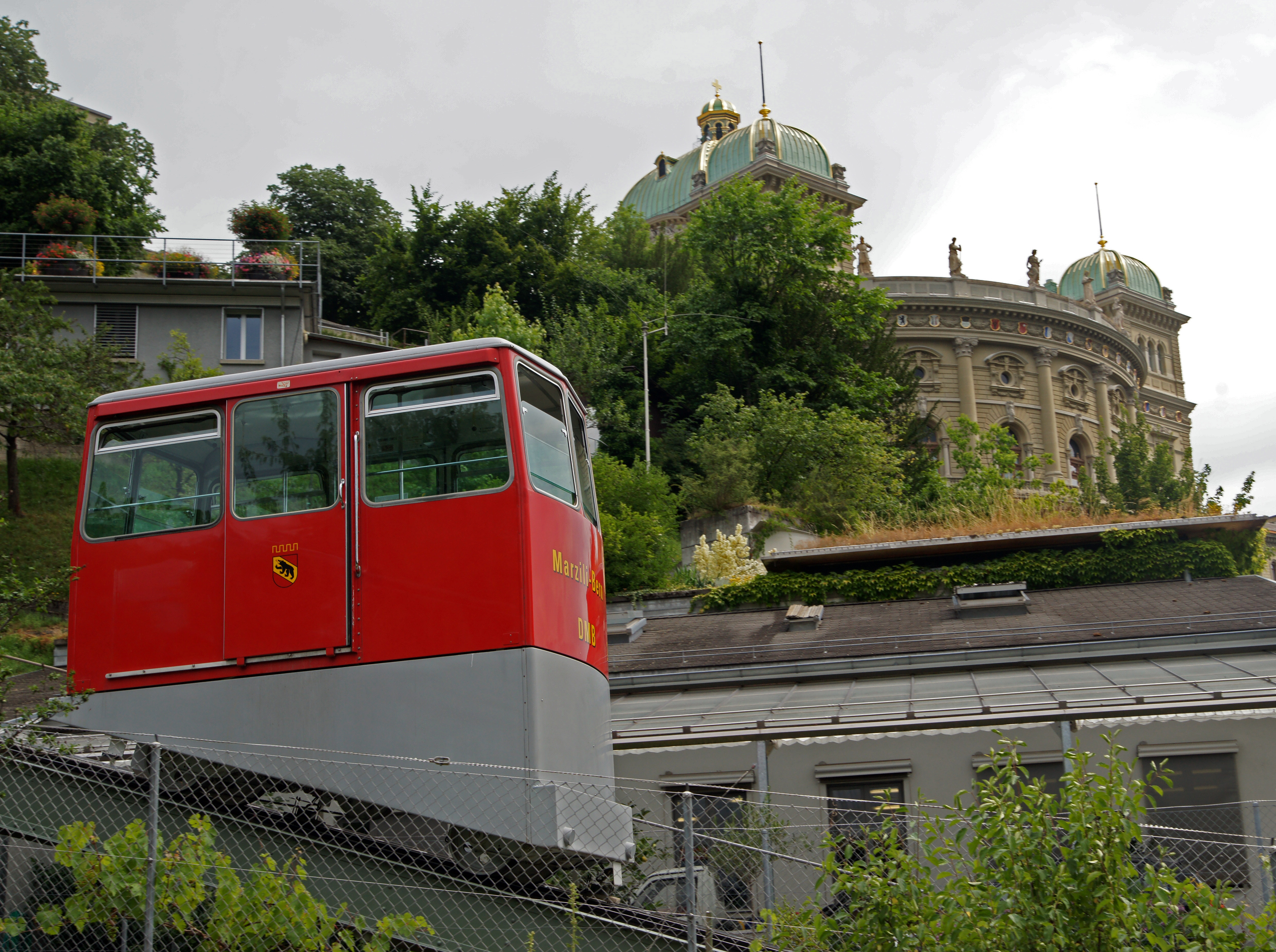
Aktueller Standseilbahnwagen, Kuppel des Bundeshauses im Hintergrund (2010)

Am 28. September 2014 wurde der Betrieb eingestellt, um die Bahn zu erneuern. Die Wagen und die Stahlbrücke wurden abtransportiert. Im Laufe der Bauarbeiten zeigte sich, dass der Hang instabil ist und die neue Brücke bis zu 10 Meter tief neu fixiert werden muss. Dadurch erhöhten sich die Erneuerungskosten von 5 auf 6 Millionen CHF und die Bauarbeiten dauerten bis April 2015.

## Galerie

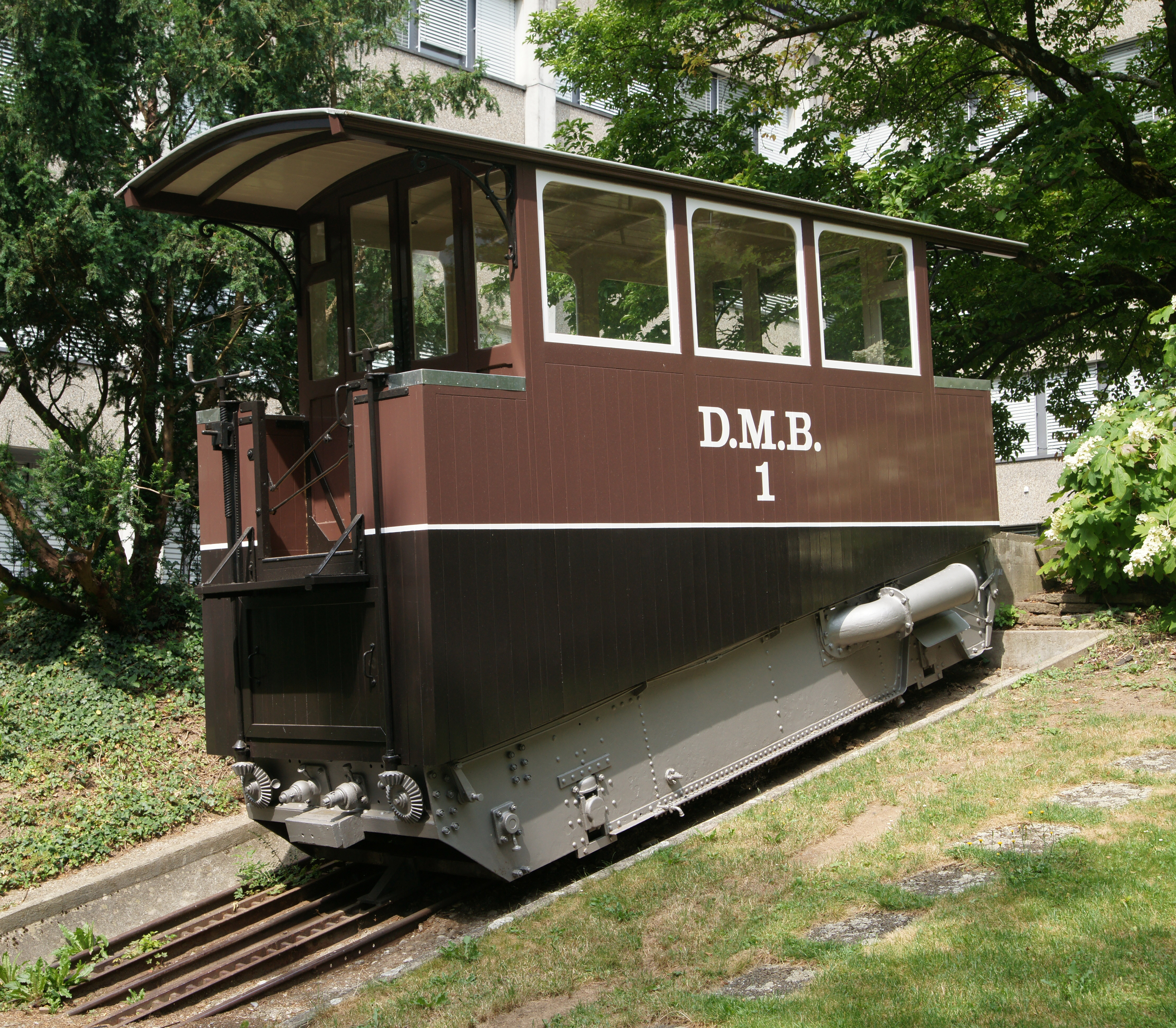
Ehemaliger Standseilbahnwagen bei der Talstation
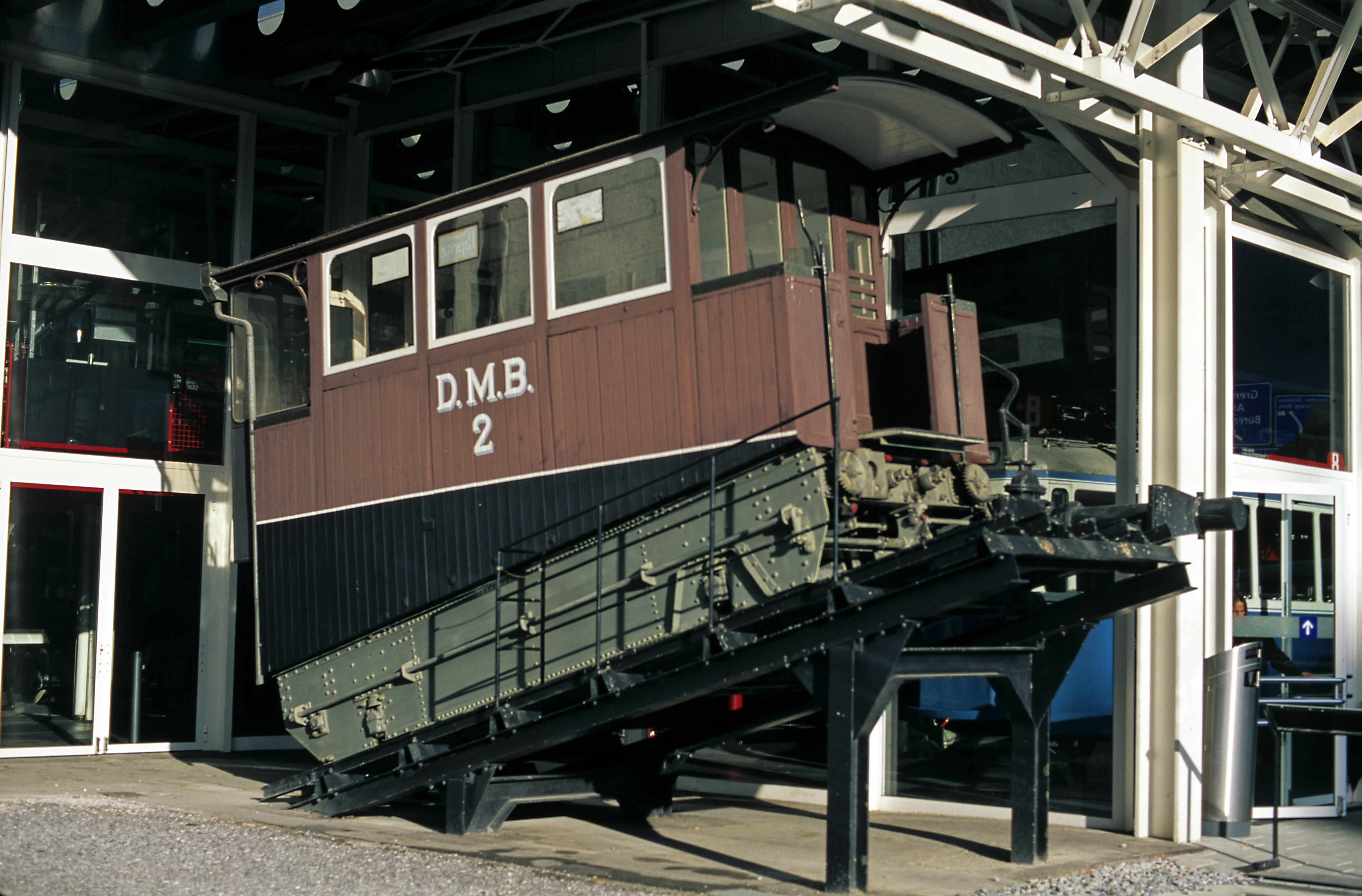
Ehemaliger Standseilbahnwagen im Verkehrshaus
Aktie über 100 Franken der Drahtseilbahn Marzili-Stadt Bern vom 1. September 1939